# Marhaenismo
Il Marhaenismo (in indonesiano: Marhaenisme) è un'ideologia politica socialista originaria dell'Indonesia, sviluppata dal primo presidente della Repubblica di Indonesia, Sukarno. Gli aderenti al marhaenismo sono noti come marhaenisti.
Alcuni studiosi sostengono che il marhaenismo sia una variante del marxismo. Alla base di questa ideologia, essenzialmente anticapitalista e antimperialista, vi è l'unità nazionale, la cultura e l'economia collettivista. Il marhaenismo promuove i diritti democratici in opposizione all'autoritarismo, mentre condanna il liberalismo e l'individualismo.

## Storia
Il nome dell'ideologia deriverebbe da quello di un contadino povero di nome Marhaen, che Sukarno incontrò a Parahyangan. Egli attribuiva la povertà dell'agricoltore alla mancanza di accesso agli strumenti di produzione, per quello iniziò a riferirsi ai membri della classe agraria come marhaenisti. Il termine marhaen fu usato per la prima volta da Sukarno nell'agosto del 1930 in sostituzione del termine proletariato.